# Östersjöns författar- och översättarcentrum

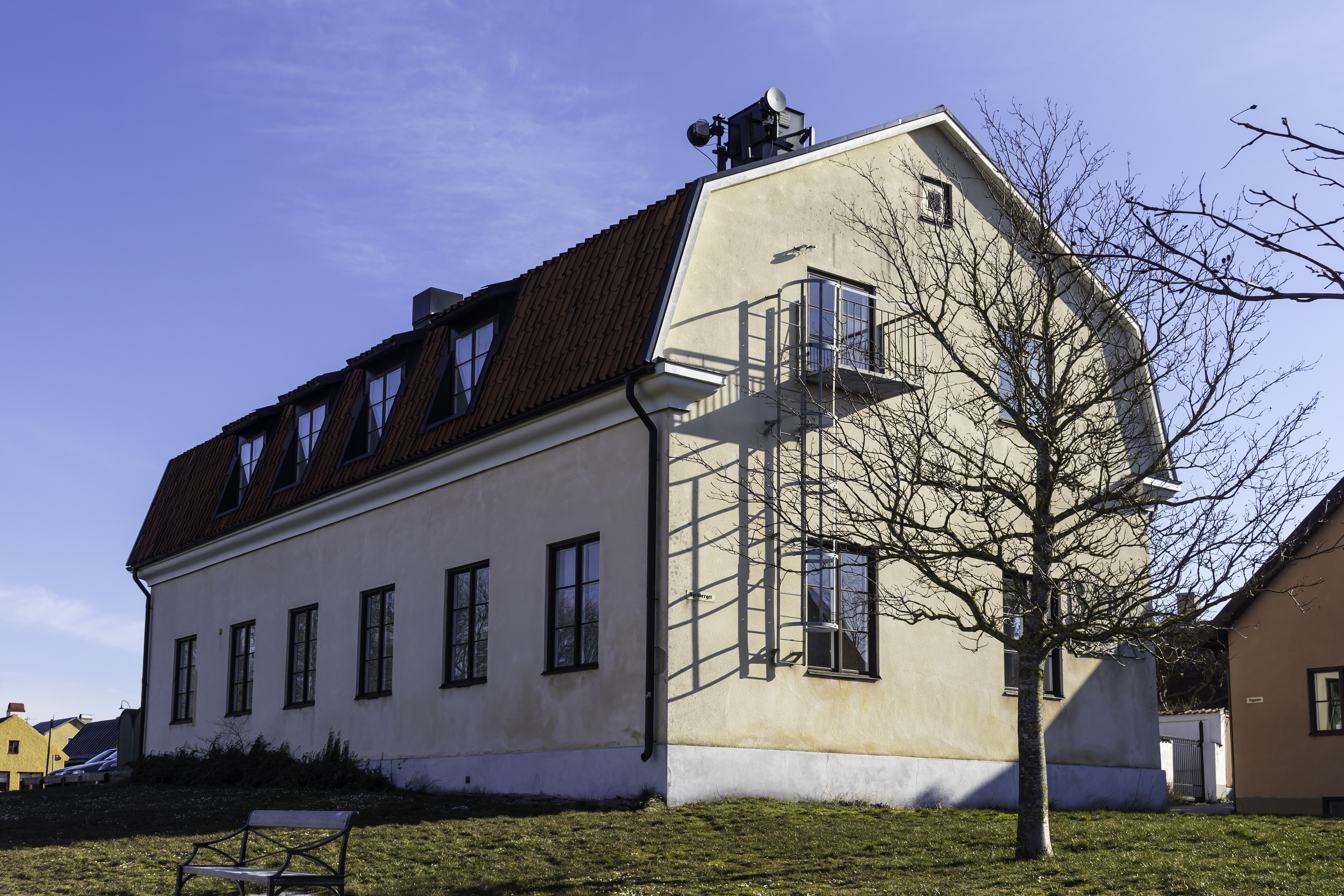
Östersjöns författar- och översättarcentrum, 2020.

Östersjöns författar- och översättarcentrum (engelska: Baltic Centre for Writers and Translators) är ett kulturcentrum i centrala Visby som utgör en mötesplats för författare och översättare från i första hand Danmark, Estland, Finland, Island, Lettland, Litauen, Norge, Polen, Ryssland, Tyskland och Sverige, men även andra länder. Centrumet bildades 1993, då även statliga driftsresurser tillsattes.